# Tétartéron
Le tétartéron (en grec : τεταρτηρόν, pouvant se traduire par « un quart de pièce ») est une monnaie byzantine qui a revêtu deux formes au cours de l'histoire. D'abord une monnaie en or en circulation des années 960 à 1092, aux côtés de l'histaménon et une monnaie de cuivre utilisée après 1092 jusqu'à la deuxième moitié du XIIIe siècle.

## Monnaie d'or

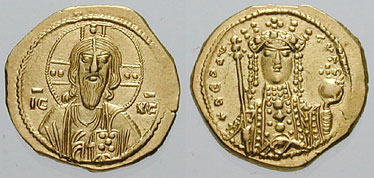
Tétartéron en or émis sous l'impératrice Théodora Porphyrogénète (1055-1056).

Depuis Constantin Ier, la principale monnaie byzantine est le solidus ou nomisma, dont le poids et la teneur en or ont connu une remarquable stabilité à travers les siècles. Toutefois, l'empereur Nicéphore II Phocas (963-969) introduit une nouvelle pièce, de deux carats plus légère que le nomisma original, désormais connu sous le nom d'histaménon. 
La raison exacte de la création du tétartéron reste mal connue. Selon l'historien Jean Zonaras, elle doit accroître les revenus impériaux. Alors que les impôts sont payés en histaménon, l'Empire paie ses propres dépenses avec le tétartéron, d'une valeur moindre alors qu'il est officiellement considéré comme équivalent à l'histaménon. Les historiens modernes ont suggéré que le tétartéron est une imitation du dinar en or des Musulmans, pour l'utiliser dans les provinces orientales récemment conquises, ou bien qu'il s'agisse d'une tentative avortée de réforme monétaire pour remplacer l'histaménon. Dans tous les cas, le tétartéron n'est émis qu'en petites quantités jusqu'au milieu du XIe siècle, quand les pièces en circulation commencent à être aussi nombreuses que pour l'histaménon. 
Dans les premiers temps, il est impossible de distinguer visuellement les deux pièces. Seul le poids est discriminant. Au cours du règne de Basile II (976-1025), le tétartéron commence à être émis sous une forme plus petite et épaisse, alors que l'histaménon devient plus large et fin. Puis, sous Constantin VIII (1025-1028), elles n'ont plus la même iconographie. Au milieu du XIe siècle, le tétartéron fait 18 millimètres de diamètre et son poids tourne autour de 3,98 grammes, soit trois carats de moins que l'histaménon, dont la forme est devenue concave. Avec Michel IV (1034-1041), issu d'un milieu de numismates, la teneur en or commence à baisser de plus en plus et les pièces sont dévaluées. Le phénomène devient significatif dans les années 1070 et 1080, avec la grave crise intérieure que connaît l'Empire. Finalement, sous Alexis Ier Comnène (1081-1118), les derniers tétartérons en or et en électrum sont émis. L'empereur décide de réformer en profondeur le système monétaire byzantin et introduit une nouvelle monnaie d'or : l’hyperpère. L'enjeu est de rétablir la solidité de la monnaie byzantine, profondément affaiblie par des vagues de dévaluation.

## Monnaie de cuivre

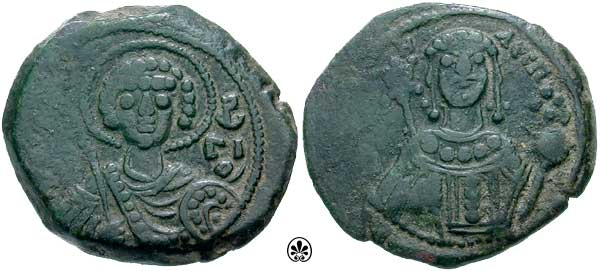
Tétartéron en cuivre battu sous Manuel Ier Comnène.

Si l'hyperpère devient la monnaie d'or, le tétartéron ne disparaît pas complètement et devient une pièce de cuivre (parfois en plomb), remplaçant le follis. Ses dimensions similaires à l'ancien tétartéron expliqueraient le maintien du nom. Une autre explication serait que le tétartéron vaille un quart de la valeur de l'ancien follis. La nouvelle pièce, plate, pèse autour de quatre grammes. Il faut 864 tétartéron pour équivaloir à un hyperpère. De ce fait, il émis en grandes quantités et son apparence varie largement, en particulier au XIIe siècle. Un demi-tétartéron est aussi battu. Ces deux pièces restent relativement stables en poids mais sont de moins en moins fréquentes à partir du XIIIe siècle.
Au XIIIe siècle, le tétartéron de cuivre est toujours émis par les dirigeants de l'Empire de Thessalonique et de l'Empire de Nicée. Toutefois, au moment de la restauration de l'Empire byzantin en 1261, le tétartéron est remplacé par une nouvelle monnaie de cuivre, nommée assaria, d'après d'anciennes monnaies romaines.